# Mariví Otero
María Victoria Otero Vila (Baralla, Lugo, 16 de abril de 1948), más conocida como Mariví Otero, es una historiadora del arte, galerista, tasadora y crítica de arte española, especializada en las Vanguardias del siglo XX.

## Formación
Se licenció en Historia del Arte en la Facultad de Geografía e Historia en la Universidad Complutense Madrid especializándose en Primeras Vanguardias del Siglo XX  y Arte de entreguerras nacional e internacional. Durante su carrera ha participado en numerosos cursos de formación y especialización, así en 1975 realizó un curso de grabado en la Fundación Rodríguez Acosta de Granada. 
En 1982 asistió al curso de arte Del realismo a la nueva figuración, dirigido por el profesor y crítico de arte Francisco Calvo Serraller en la Universidad Internacional Menéndez y Pelayo, en Santander.
En el año 1984 asistió al curso sobre Arquitectura rural, dirigido por el profesor Simón Marchán en la Universidad Internacional Menéndez y Pelayo, en Segovia.
Entre los años 1993 a 2001, asistió periódicamente a diversos cursos ofrecidos por la Fundación Amigos del Museo del Prado en Madrid como los tituladosː El retrato en el Museo del Prado, Obras maestras del Museo del Prado, El desnudo en el Museo del Prado, Francisco de Goya, obras maestras del Museo del Prado.

## Trayectoria profesional
Otero ha ejercido de gestora cultural como comisaria independiente a lo largo de su carrera profesional, fue fundadora del grupo "ABRA" en el año 1982 en la Galería Altex de Madrid.
Es miembro de asociaciones profesionales tanto nacionales como internacionales; Asociación Española e Internacional de Críticos de Arte. Miembro de Asociación Española de Críticos de Arte (AICA SPAIN/ AECA). Además forma parte activa de las fundaciones; Fundación Amigos Museo Nacional Centro de Arte Reina Sofía de Madrid y en la Fundación Amigos Museo del Prado de Madrid, como socio colaborador. 
En 2010 creó el blog "Observando el Arte". En el año 2018 se integró en el proyecto Manuel Otero Rodríguez, sociólogo por la Universidad Complutense de Madrid.
En el año 2007 comisarió la exposición antológica de Ginés Parra titulada "El espíritu de la materia" presentada en el Centro de Arte Museo de Almería y Sociedad económica de amigos del país, en la sala UNICAJA de Málaga.
Mariví Otero ha participado en congresos y simposios con aportación de ponencias y debates.

## Publicaciones
Ha publicado varios catálogos razonados de artistas de los que es especialista: 
- Coeditado con reconocidos teóricos como José María Iglesias en el Catálogo razonado Luis Castellanos, Investigación documental y catalogación: Mariví Otero y José Mª Iglesias ISBN: 84-88006-23-3.[11]

- Es de destacar el comisariado y los textos que realizó junto a la crítica de arte Gloria Collado de la histórica Escuela de Vallecas 1927-1936 / 1939-1942.  Proyecto y coordinación.Selección de textos y obra: María Victoria Otero y Gloria Collado. 1984. -- Depósito Legal: M. 40. 911-1984.[12]

- Exposición Antológica Ginés Parra. El espíritu de la materia 1896-1960 comisaria, selección de obra, investigación documental y catalogación: Mariví Otero Vila ISBN: 84-690-2322-5

- Grupo Abra La Kermesse  Mágica, Fundadora del grupo "ABRA" 1982. En la Galería Altex de Madrid.[13]

- Michel Pastoureau. Noir: Histoire d`une coleur. Éditions du Seuil, 2008. En español, Negro: Historia de un color. 451 Editores, 2009 Madrid, España.
- Encuentro, Benjamín Palencia y Luis Castellanos.[14]
- Tomás García Asensio. La relación entre colores. IGallery, Palma de Mallorca. Septiembre de 2019. Texto de Mariví Otero.
- Museo de Arte Contemporáneo José María Moreno Galván. VV.AA. Entre ellos, Mariví Otero, con el texto: José María Moreno Galván: Notas para empezar a escribir. 2021. ISBN: 978-84-18388-51-4.